# Konrad Kobler

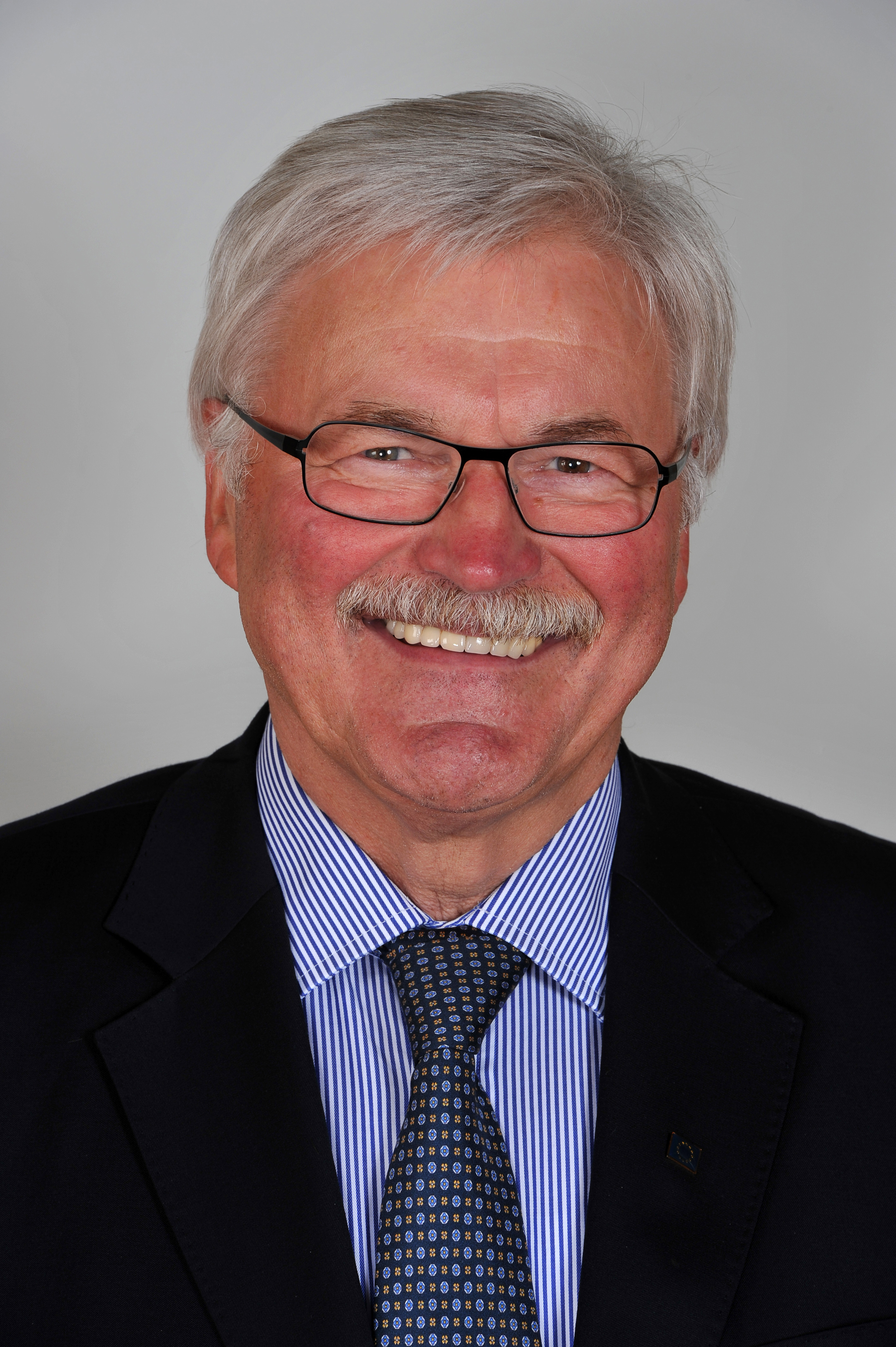
Konrad Kobler (2012)

Konrad Kobler (* 28. Februar 1943 in Ruderting) ist ein deutscher Politiker (CSU), Diplomat und ein ehemaliger Abgeordneter des Bayerischen Landtags.

## Ausbildung und Beruf
Konrad Kobler studierte nach dem Besuch von Volksschule und weiterführender Schule 1961 bis 1967 und arbeitete von 1967 bis 1982 als Lehrer, zuletzt an der staatlichen Realschule Tittling. Konrad Kobler ist römisch-katholisch.

## Politik
Konrad Kobler ist seit 1962 CSU-Mitglied und in seiner Partei in vielen Ämtern aktiv. So war er langjährig stellvertretender CSU-Kreisvorsitzender, CSA-Bezirks- und stv. CSA-Landesvorsitzender. Er ist aktuell Vorsitzender der Bundeswahlkonferenz (BWK). Seit 1972 ist er Mitglied des Kreistags im Landkreis Passau. Die CSA Niederbayern hat ihn zum Ehrenvorsitzenden ernannt.
Vom 20. Oktober 1982 bis 2013 war Konrad Kobler Mitglied des Landtags. Im Landtag war er Mitglied des Ausschusses für Wirtschaft, Infrastruktur, Verkehr und Technologie, Mitglied des Ausschusses für Bundes- und Europaangelegenheiten sowie Mitglied des Ältestenrats. Er vertrat den Stimmkreis Passau-Ost (Wahlkreis Niederbayern) im Landtag.

## Sonstige Ämter
Konrad Kobler ist Bezirksvorsitzender der Europa-Union und Landesvorsitzender der Bayerisch-Kroatischen Gesellschaft. Er ist Mitglied in vielen Vereinen und Verbänden wie dem VdK, BRK, MHD, Vorsitzender des Fördervereins „Europäisches Haus Schloss Fürstenstein“ sowie der St.-Kolomanns-Kirche. Er ist Mitglied im Rundfunkrat des Bayerischen Rundfunks und Landesgesundheitsrat Bayern.
In der Stadt Passau wurde am 4. Oktober 2021 das Honorarkonsulat der Republik Kroatien offiziell eingeweiht. Die Auslandsvertretung im „Donauquartier“ in der Bahnhofstraße ist das erste Konsulat überhaupt, das sich im Regierungsbezirk Niederbayern befindet. Der Honorarkonsul ist der ehemalige CSU-Landtagsabgeordnete Konrad Kobler.